# Sybille Schmidt
Pour les articles homonymes, voir Schmidt.
Sybille Schmidt, née le 31 août 1967 à Apolda (République démocratique allemande), est une ancienne rameuse est-allemande puis allemande. Elle est championne olympique aux Jeux de 1992.

## Carrière
Elle remporte la médaille d'or en quatre de couple lors des Jeux olympiques d'été de 1992. Elle est également triple médaillée d'or aux Mondiaux entre 1989 et 1991.

## Palmarès

### Jeux olympiques
- Jeux olympiques d'été de 1992 à Barcelone ( Espagne) :
  -  médaille d'or en quatre de couple

### Championnats du monde
- Championnats du monde d'aviron 1991 à Vienne ( Autriche) :
  -  médaille d'or en quatre de couple
- Championnats du monde d'aviron 1990 en Tasmanie ( Australie) :
  -  médaille d'or en quatre de couple
- Championnats du monde d'aviron 1989 à Bled ( Slovénie) :
  -  médaille d'or en quatre de couple